# 兵庫県道545号石倉玉田線
兵庫県道545号石倉玉田線（ひょうごけんどう545ごう いしくらたまだせん）は、兵庫県姫路市を通る一般県道である。

## 概要
姫路市石倉から姫路市御立北1丁目に至る。全線2車線である。

### 路線データ
- 起点：姫路市石倉（山陽姫路西IC東交差点、国道29号姫路西バイパス・兵庫県道724号姫路新宮線交点、山陽自動車道 山陽姫路西IC）
- 終点：姫路市御立北1丁目（横関交差点、兵庫県道67号姫路神河線・兵庫県道516号姫路環状線交点）
- 総延長：6.240 km

## 路線状況

### 重複区間
- 兵庫県道411号山之内莇野姫路線（姫路市六角・六角橋西詰交差点 - 姫路市六角・新六角橋西詰交差点）

### 道路施設

#### 橋梁
- 新六角橋（菅生川、姫路市）
- 東坂橋（田井川、姫路市）
- 書写橋（夢前川、姫路市）

## 地理

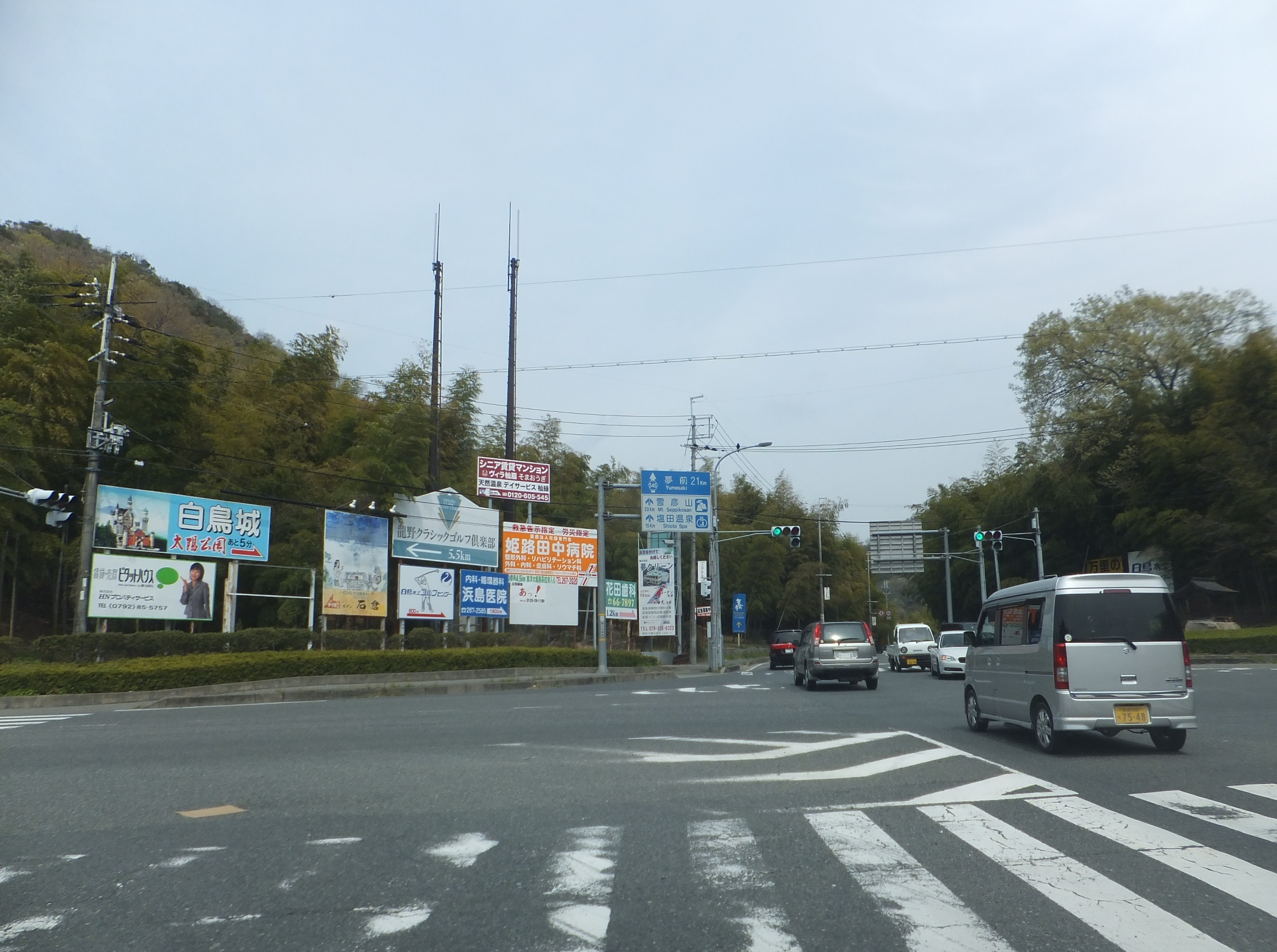
起点付近
姫路市石倉で撮影

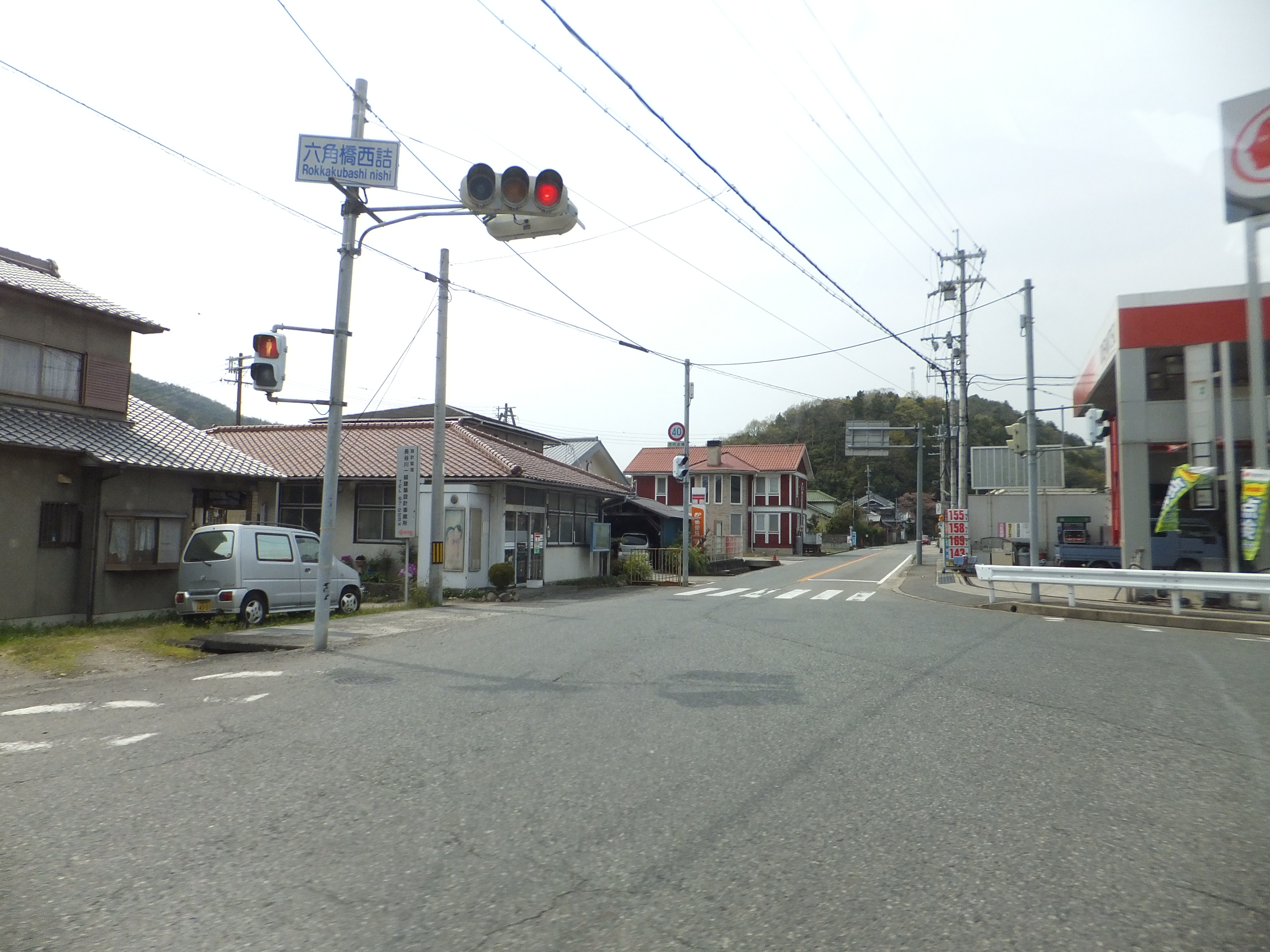
兵庫県道411号山之内莇野姫路線との交差点付近
姫路市六角で撮影

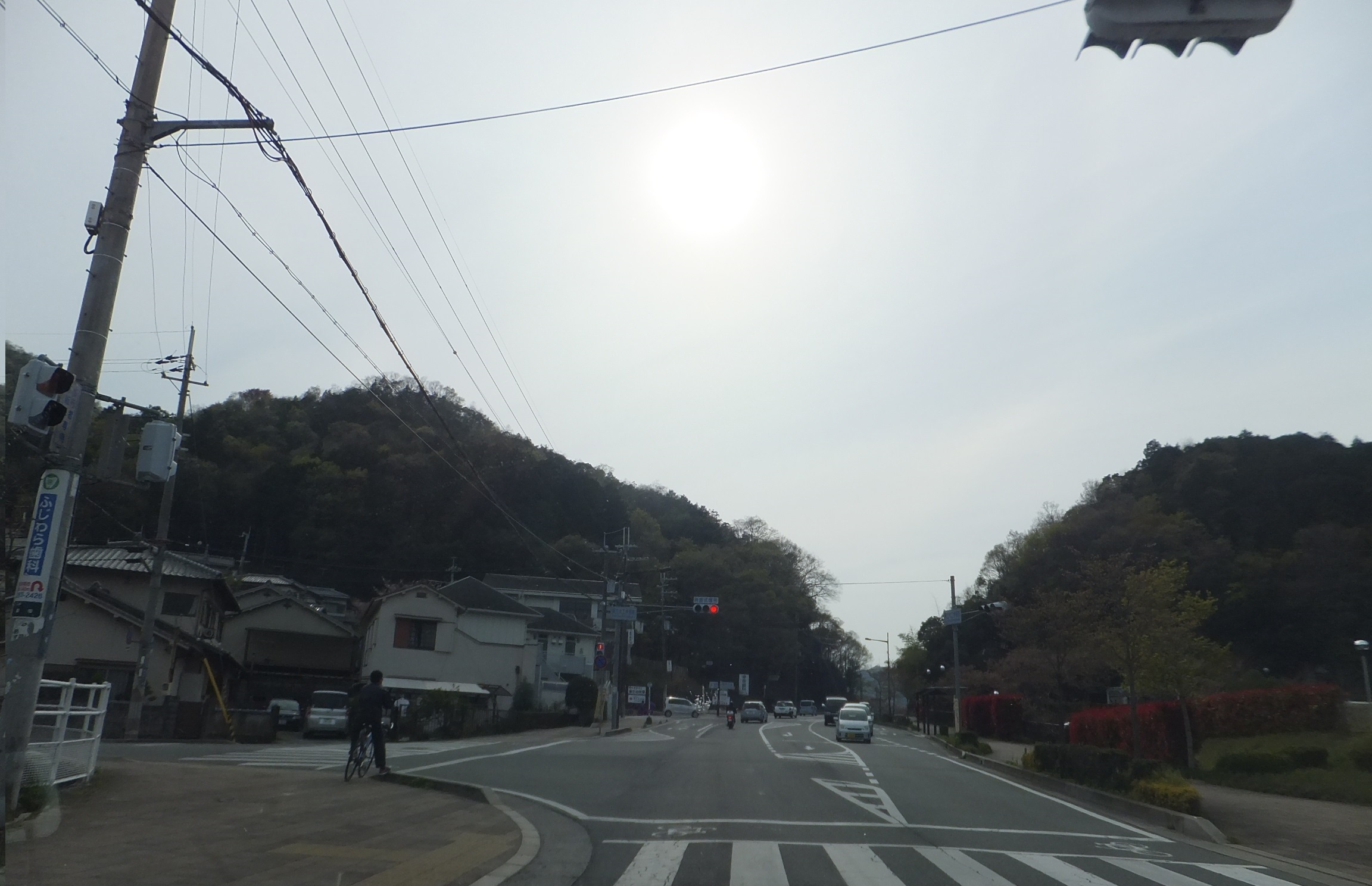
兵庫県立大学姫路書写キャンパス付近
姫路市書写で撮影

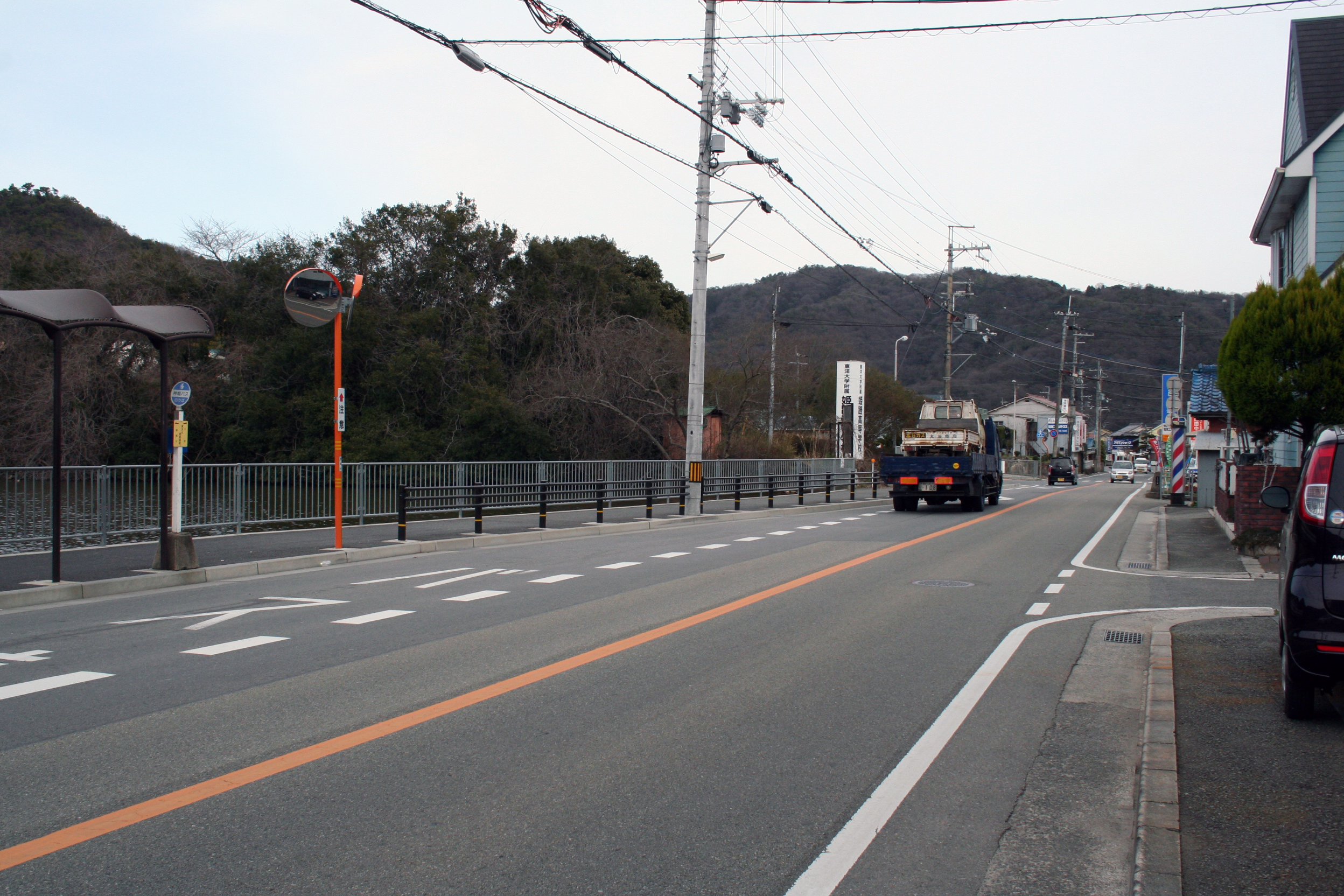
兵庫県道545号石倉玉田線
東洋大学附属姫路中学校・高等学校前で撮影。

### 通過する自治体
- 姫路市

### 交差する道路
| 交差する道路                                                      | 交差する場所 | 交差する場所                                          |
| ----------------------------------------------------------------- | ------------ | ----------------------------------------------------- |
| E2 山陽自動車道 国道29号 / 姫路西バイパス 兵庫県道724号姫路新宮線 | 石倉         | 山陽姫路西IC東交差点 / 起点 7 山陽姫路西IC 相野ランプ |
| 兵庫県道411号山之内莇野姫路線 重複区間起点                        | 六角         | 六角橋西詰交差点                                      |
| 兵庫県道411号山之内莇野姫路線 重複区間終点                        | 六角         | 新六角橋西詰交差点                                    |
| 兵庫県道67号姫路神河線 兵庫県道516号姫路環状線                    | 御立北1丁目  | 横関交差点 / 終点                                     |

### 沿線
- E2 山陽自動車道 白鳥PA
- 姫路市立峰相小学校
- 兵庫県立大学 姫路書写キャンパス
- 東洋大学附属姫路中学校・高等学校
- 書写郵便局